# Caparrapí

Escudo do município de Caparrapí.

Caparrapí é um município da Colômbia, localizado na província Bajo Magdalena, departamento de Cundinamarca.